# 索夫拉迪略
索夫拉迪略，是西班牙卡斯蒂利亚-莱昂萨拉曼卡省的一个市镇。 总面积54平方公里，总人口351人（2001年），人口密度7人/平方公里。